# Federico Guillermo von Seydlitz
Federico Guillermo von Seydlitz (Kalkar, 3 de febrero de 1721-Ohlau, 7 de noviembre de 1773) fue un general de caballería de Prusia e inspector general de caballería.
Junto con Hans Joachim von Zieten, fue uno de los mejores oficiales de caballería del siglo XVIII, representante del oficial creativo que era capaz de tomar decisiones por sí mismo. Participó en la Guerra de Sucesión Austriaca y en la Guerra de los Siete Años, desempeñando un papel clave en las victorias prusianas, como las de Rossbach y Zorndorf.

## Biografía
Federico Guillermo von Seydlitz nació el 3 de febrero de 1721 en Kalkar, en el Ducado de Cléveris. Su padre era Daniel Florian von Seydlitz, capitán de un regimiento de dragones prusianos que se encontraba acuartelado en Kalkar. Federico tenía dos hermanas y un hermano. Su educación iba dirigida a hacer de él un buen militar, y así a los siete años ya era un consumado jinete.
En 1728 su padre falleció y su madre tuvo que criarlo en circunstancias difíciles. Sin embargo, Federico Guillermo, Margrave de Brandeburgo-Schwedt, había puesto sus ojos en él y a los 14 años le nombró paje. Este oficio, lejos de calmar al impetuoso joven, hizo que pudiera montar los caballos más inquietos, se atreviera a realizar los saltos más vertiginosos y conociese una vida lejos de toda rutina y llena de peligrosas aventuras.
El Margrave no solo no reprochó al joven sus locuras, sino que estaba encantado con él. En esta época Seydlitz adquirió todos sus vicios: el tabaco, las mujeres y la realización de maniobras temerarias sobre su caballo.

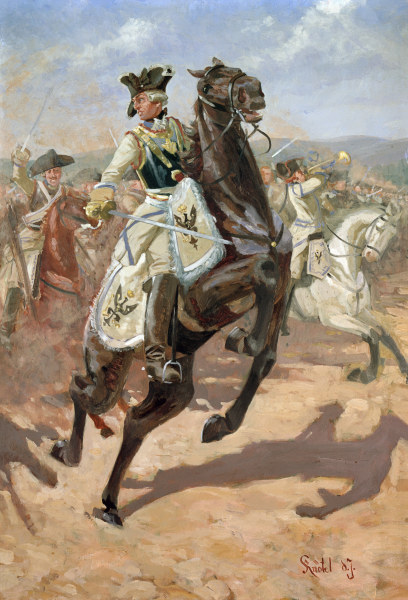
Federico Guillermo von Seydlitz. Obra de Richard Knötel.

En 1740, a los 17 años recibió el grado de corneta (desde finales del siglo XVII, el portaestandarte de un regimiento de caballería recibía el nombre de corneta) en su regimiento de coraceros, acuartelado en Belgard (actualmente Bialogard en Polonia) en Pomerania. Desafortunadamente para Seydlitz, el coronel von Rochow que mandaba el regimiento tenía sus diferencias con el Margrave y pensaba que el joven corneta era un espía destinado a vigilar sus movimientos, por lo que le observaba siempre con recelo. Poco tiempo duró esta situación, ya que el mismo año Federico II de Prusia subió al trono y dieron comienzo las Guerras de Silesia dirigidas contra los austriacos.

### Guerra de Sucesión Austriaca
En la campaña de 1741, Seydlitz dio muestras ya de coraje y temeridad que llegaron a oídos de Federico el Grande. En abril de 1742 Federico el Grande tuvo que retirar sus tropas de Moravia y Bohemia. La caballería ligera húngara avanzaba creando muchos problemas a los prusianos. El coronel von Rochow es el encargado de defender con sus coraceros Cranowitz, pequeño pueblo cercano a Ratisbona. Cuando se entera de que 6.000 húngaros se dirigen hacia él, decide mandar a un pequeño grupo a una localidad, que se encontraba un poco más avanzada, para que no cayera en posesión del enemigo. El corneta Seydlitz fue el encargado de marchar con 30 coraceros. Contra este pequeño grupo se oponen 3.000 húngaros que son recibidos con una fuerte resistencia por parte de los prusianos. A pesar de su resistencia, al final tuvieron que capitular debido a que la infantería que debía llegar para socorrerlos no actuó con la premura que hubiese sido necesario.
Cuando llegaron a oídos de Federico las circunstancias que rodeaban la claudicación de Seydlitz, decidió canjear su libertad por la de un capitán austriaco. Federico II había decidido crear un cuerpo de húsares que se encontrase a la par de los húngaros y nombró a Seydlitz comandante de un regimiento de húsares.
El 4 de junio de 1745 Federico Guillermo von Seydlitz tuvo un papel importante en la batalla de Hohenfriedberg, donde se enfrentó a austriacos y sajones. Seydlitz hizo prisionero al general sajón von Schlichting con sus propias manos. Tras esta batalla Seydlitz fue ascendido a Mayor con solo 24 años.

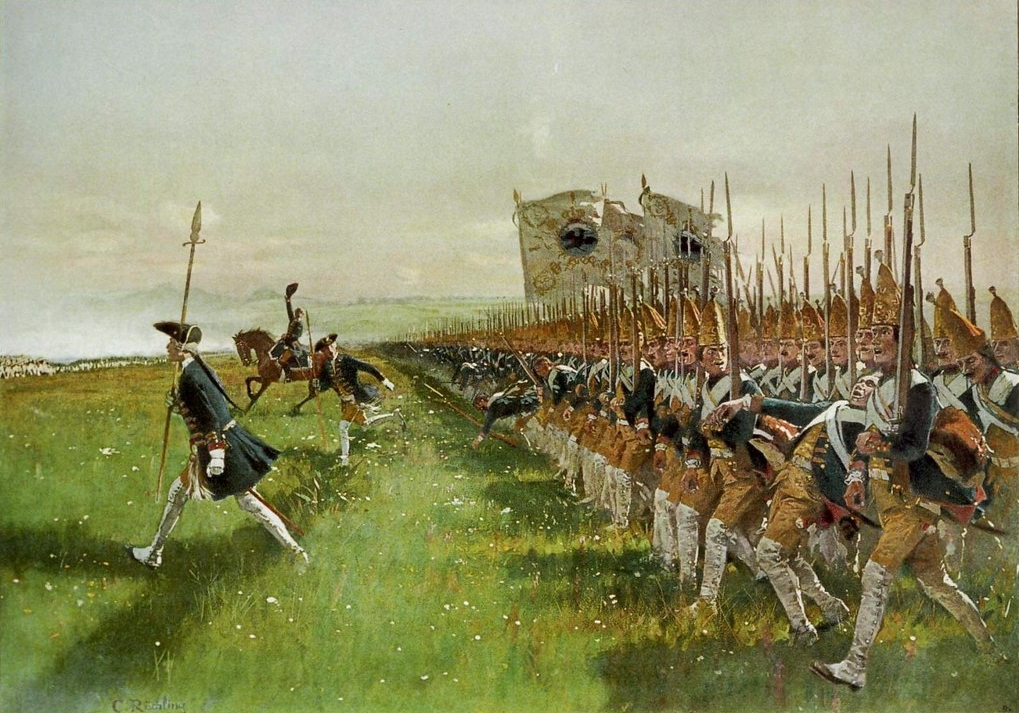
Batalla de Hohenfriedeberg. Obra de Carl Röchling.

El 30 de septiembre de 1745 es herido en la batalla de Sorr en su brazo izquierdo, lo cual no es óbice para que siga participando en la campaña de 1745.
En otoño de 1752 Seydlitz fue ascendido a teniente coronel y trasladado al regimiento de dragones del Príncipe Federico de Wurtemberg. En 1753 se le dio el mando del regimiento de coraceros de Rochow que se encontraba acantonado en Ohlau, Silesia. En el verano de 1755 fue ascendido a coronel.
Al año siguiente comenzó la Guerra de los Siete Años, en la que Prusia se enfrentó al Sacro Imperio Romano Germánico, Francia, Suecia, Sajonia y Rusia.

### Guerra de los Siete Años
El 1 de octubre de 1756 tuvo lugar la batalla de Lobositz, donde Federico Guillermo von Seydlitz comandó setenta y dos escuadrones de caballería que barrieron a la caballería austriaca.

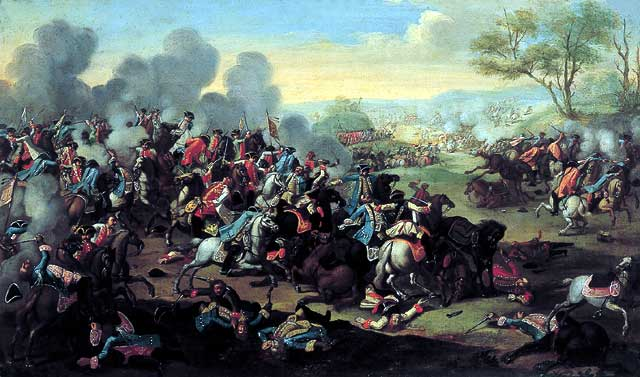
Batalla de Kolin.

El 6 de mayo de 1757 participó en la batalla de Praga, donde su impaciencia hizo que estuviera a punto de perecer al intentar cruzar el río Moldava. El 17 de junio de 1757 intervino en la batalla de Kolin, donde mandó un ataque con cincuenta escuadrones contra las posiciones atrincheradas de los austriacos. A pesar de la dificultad, pudo conseguir algunos éxitos en su avance contra una posición fortificada antes de que Federico II decidiese retirarse con sus tropas en lo que sería su primera derrota. El 20 de junio, dos días después de la batalla, Federico Guillermo von Seydlitz fue ascendido a Mayor General; contaba solo con 36 años.
Poco después Seydlitz es enviado a perturbar al ejército franco-imperial que se encuentra al mando de Charles de Rohan, príncipe de Soubise y del Príncipe de Sajonia-Hildburghausen.
Von Seydlitz, en una acción en Gotha es capaz de capturar a sesenta soldados además de cuatro oficiales de Estado Mayor, cuatro tenientes y un gran botín en caballos y bagajes.
El 5 de noviembre de 1757, Federico II pone a Seydlitz, que tenía 36 años de edad, en la batalla de Rossbach al mando de la totalidad de la caballería, sustituyendo a los dos comandantes más veteranos. Cuando los comandantes veteranos levantaron las cejas inquietantemente, Seydlitz espetó: «Caballeros, yo obedezco al rey, y vosotros me obedecéis a mí».
Oculto detrás de una colina observa el avance del ejército franco-imperial que se dirigía en formación de columna, ignorante de que la caballería prusiana se encontraba cerca. Seydlitz arroja despreocupadamente su pipa de arcilla dando la señal para la carga. Cuando las unidades imperiales contraatacaron, Seydlitz ordenó a dieciocho escuadrones frescos que entraran en combate. Cuando las fuerzas franco-imperiales intentaban replegarse, Seydlitz amenazó su flanco derecho, lo que unido al ataque de la infantería prusiana por el flanco izquierdo hicieron que la batalla se decidiese a favor de los prusianos. Los enemigos perdieron más de 3.000 hombres y 5.000 prisioneros incluidos cinco generales y 300 oficiales. Solo siete batallones de infantería prusiana habían intervenido en la batalla, por lo que la batalla fue una gran victoria de la caballería prusiana al mando de Seydlitz. En una de las cargas de esta batalla, von Seydlitz fue herido en un brazo, lo que hizo que no pudiera participar en la batalla de Leuthen.
El 20 de noviembre de 1757 Federico Guillermo von Seydlitz fue nombrado caballero de la Orden del Águila Negra por Federico II. El 25 de agosto de 1758 participó en la batalla de Zorndorf contra el ejército ruso al mando del General Conde Fedor. Federico II puso a Seydlitz al mando de la caballería que ocuparía el flanco izquierdo al otro lado del Zuberngrund, un pantano que ofrecía protección al ejército ruso.
Los rusos se demostraron a sí mismos, en Zorndorf, que eran más testarudos e indómitos que los prusianos y que podían hacerles frente. Federico II atacó primero al lado más occidental del ejército ruso, pero después de una prolongada lucha, el ejército prusiano fue el que se vio desbordado.

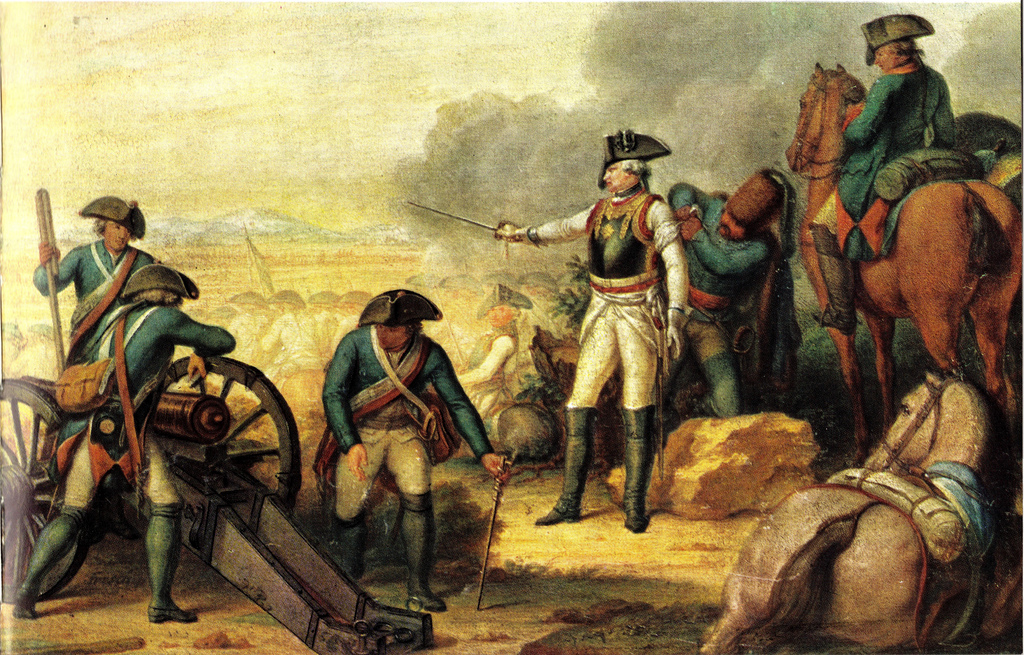
Federico Guillermo von Seydlitz en la batalla de Rossbach.

Al no ver clara la situación de la batalla, Federico II ordenó a dos regimientos de coraceros y dos regimientos de dragones que marchasen al flanco derecho. Seydlitz decidió desobedecer la orden. Por dos veces más Federico mandó que se realizara la maniobra, pero Seydlitz se negó. Al preguntarle por sus razones contestó:
«Dígale a su Majestad que mi cabeza va a estar a su disposición después de la batalla, pero que mientras dure la batalla, tengo la intención de utilizarla en su servicio.» La batalla parecía perdida para los prusianos, los rusos tomaron 26 cañones y ya se creían victoriosos.
Seydlitz cruzó el Zuberngrund con treinta y un escuadrones de caballería y atacó por sorpresa a la caballería rusa a la que hizo huir. Seydlitz no persiguió a la caballería enemiga, sino que reagrupó a sus fuerzas y atacó a la infantería rusa. La infantería prusiana, reagrupada tras el respiro que le había proporcionado la caballería de Seydlitz, pudo volver a atacar el flanco izquierdo. Se volvieron a tomar los cañones perdidos, pero los rusos, haciendo valer su superioridad numérica, empezaron a reorganizarse y desbordaron de nuevo al ejército prusiano.
Seydlitz reagrupó a sesenta y un escuadrones de caballería y cargaron contra la línea rusa. Los rusos pudieron resistir hasta la caída de la noche para retirarse dejando a los prusianos como dueños del campo de batalla.
Tras la victoria Federico II perdonó a von Seydlitz su desacato y declaró que por esta victoria también estaba en deuda con él, a lo que Seydlitz respondió que no había sido él sino la caballería la responsable de la victoria.

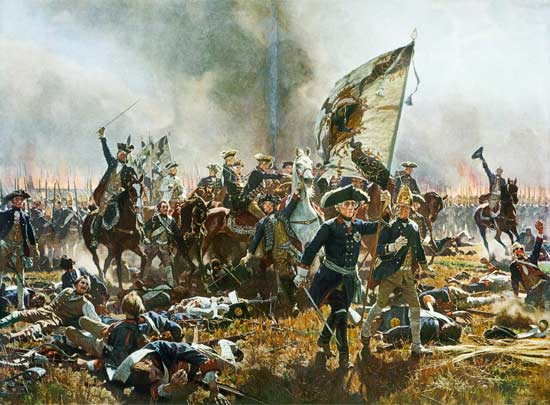
Batalla de Zorndorf. Obra de Carl Röchling.

El 14 de octubre de 1758 luchó en la batalla de Hochkirch. El ejército prusiano fue sorprendido y derrotado por un ejército imperial al mando de Leopold Joseph von Daun, y Seydlitz tuvo que ocuparse de cubrir la retirada.
El 12 de agosto de 1759 tomó parte en la batalla de Kunersdorf, en la que el ejército prusiano combatió contra una coalición de tropas ruso-imperiales al mando del Mariscal ruso Piotr Saltikov y del Imperial Ernst Gideon Freiherr von Laudon. Seydlitz tomó el mando de la caballería del ala derecha, pero al llegar a la posición que había indicado Federico II que debían ocupar, se encontró con estanques y un terreno pantanoso que no era muy adecuado para el uso de la caballería.
El rey envió un despacho mandando atacar, pero Seydlitz le mandó decir que no era ni el momento ni el lugar para atacar. El rey envió dos misivas más instándole a atacar sin demora. Seydlitz, con un gran enojo, se puso a la cabeza de la carga y se lanzó contra la artillería rusa. Sin embargo, la carga fue detenida rápidamente y Seydlitz herido tuvo que ser llevado fuera del campo de batalla
Para curarse de la herida, von Seydlitz fue enviado a Berlín. Durante la convalecencia conoció a Sussana Albertina, condesa de Hacke, de la que se enamoró. Se casó con ella el 18 de abril de 1760.
Se le ordenó reincorporarse al ejército el 25 de abril de 1760 cerca de Meissen para realizar operaciones contra Daun, pero al llegar notó la frialdad del soberano prusiano y que no se le ofrecía ningún mando, por lo que pidió permiso para volver a Berlín con la excusa de no estar aún curado. Consecuencia de esta petición fue el desagrado del monarca prusiano que envenenó más su relación.
En octubre de 1760 tropas rusas al mando del General Conde Tottleben cruzan el río Oder y se acercan a Berlín. Seydlitz, a pesar de encontrarse enfermo, ayuda a organizar la capital prusiana. Dirige a las tropas y las milicias que detienen los ataques rusos, pero al enterarse de que Franz Moritz von Lacy avanzaba desde Potsdam y Charlottenburgo, Berlín fue evacuado y Seydlitz dirigió a parte de las tropas a Spandau.
El 10 de enero de 1761 Seydlitz recibió una carta de Federico II agradeciendo su conducta y sellando su perdón. El 20 de mayo Federico II le pidió que se incorporara al ejército bajo el mando de Enrique de Prusia que tenía la misión de enfrentarse en Sajonia al ejército imperial comandado por Daun.
El 28 de octubre de 1762 participa en la batalla de Freiberg a las órdenes de Enrique de Prusia contra un ejército imperial al mando del Príncipe de Stolberg. Friedrich Wilhelm von Seydlitz comanda el ala derecha prusiana donde ordena un ataque de la caballería y de la infantería que desmanteló el ala izquierda imperial. Seydlitz fue tomando todas las posiciones imperiales rápidamente. Los imperiales tuvieron que retirarse dejando atrás 4.000 bajas entre muertos y heridos, 28 cañones y varias banderas. La batalla de Freiberg fue la última de la Guerra de los Siete Años.

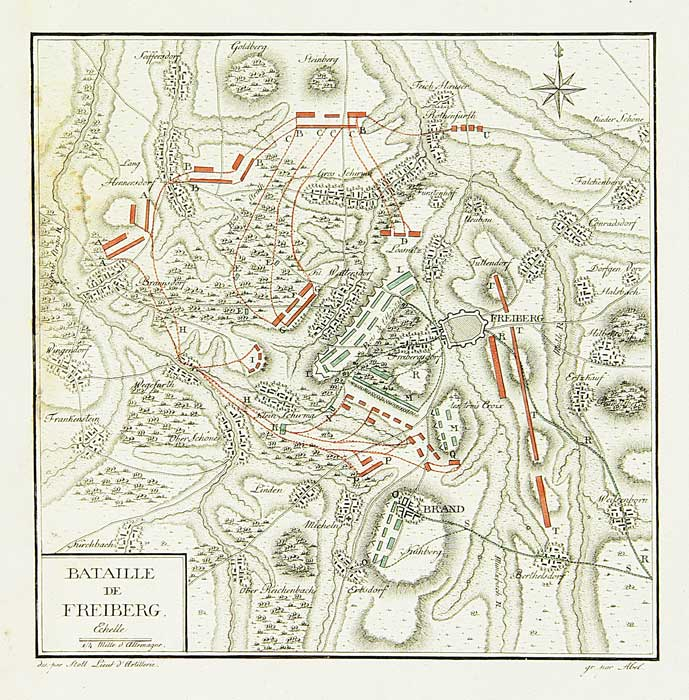
Mapa de la Batalla de Freiberg

El 15 de febrero de 1763 se firmó el Tratado de Hubertusburg que ponía fin a la Guerra de los Siete Años.

### Vida tras la guerra
Tras la guerra Friedrich Wilhelm von Seydlitz, reside en Ohlau (Silesia) lugar de acantonamiento de su regimiento. Federico II de Prusia le nombró general de Caballería e inspector general de caballería con la intención de que los jóvenes oficiales lo tuvieran como ejemplo.
Su vida privada fue infeliz. Tenía un carácter muy distinto al de su esposa. Mientras que a él le gustaba estar a solas en una habitación privada, fumando tabaco a solas; a su mujer le gustaban las fiestas y relacionarse con los jóvenes oficiales.
Su esposa le fue infiel y fue necesaria la separación. Su mujer y sus dos hijas se marcharon a Berlín. La relación entre Friedrich Wilhelm von Seydlitz y Federico II de Prusia siempre fue incierta y variable. En 1770 Friedrich Wilhelm von Seydlitz volvió a caer en desgracia tras un malentendido.
En agosto de 1773 el rey lo perdonó cuando Friedrich Wilhelm von Seydlitz se encontraba ya enfermó y para demostrar su amistad fue a hacerle una visita a Ohlau.
El 7 de noviembre de 1773 falleció en Ohlau (Silesia).